# 地目
地目（ちもく）とは、土地の用途による区分のこと。
土地の登記事項に地目が記されている。登記上の地目（登記地目）と実際の用途（現況地目）は同じとは限らず、異なっている場合もある。課税上の土地の評価（国税・地方税）は地目によって異なるが、評価上の地目（課税地目）は現況による。

## 登記地目
不動産登記法により土地の表示に関する登記事項は、土地の所在、地番、地目、地積、登記原因及びその日付、登記年月日等となっている。不動産登記規則（平成17年法務省令第18号）第99条及び不動産登記事務取扱手続準則（平成17年法務省民二第456号通達）第68条により、地目は土地の主たる用途により、以下の23種類に区分される。また、JIS X 0411（地目コード、旧JIS C 6305）では、不動産取引に伴う情報交換を行う場合のコードを2桁のアラビア数字として規定している。
| 地目       | 概要 | 地目コード |
| ---------- | --- | ---------- |
| 田         | 耕作に供する土地で用水を利用して耕作する土地                                                                                      | 40         |
| 畑         | 耕作に供する土地で用水を利用しないで耕作する土地                                                                                  | 50         |
| 宅地       | 建物の敷地及びその維持若しくは効用を果たすために必要な土地                                                                        | 10         |
| 学校用地   | 校舎、附属施設の敷地及び運動場 | 31         |
| 鉄道用地   | 鉄道の駅舎、附属施設及び路線の敷地                                                                                                | 36         |
| 塩田       | 海水を引き入れて塩を採取する土地                                                                                                  | 89         |
| 鉱泉地     | 鉱泉（温泉を含む）の湧出口及びその維持に必要な土地                                                                                | 88         |
| 池沼       | かんがい用水でない水の貯留地 | 87         |
| 山林       | 耕作の方法によらないで竹木の生育する土地                                                                                          | 71         |
| 牧場       | 家畜を放牧する土地 | 60         |
| 原野       | 耕作の方法によらないで雑草、かん木類の生育する土地                                                                                | 73         |
| 墓地       | 人の遺体又は遺骨を埋葬する土地。墓地、埋葬等に関する法律（昭和23年5月31日法律第48号）                                             | 34         |
| 境内地     | 境内に属する土地であって、宗教法人法（昭和26年法律第126号）第3条第2号及び第3号に掲げる土地 （宗教法人の所有に属しないものを含む） | 33         |
| 運河用地   | 運河法（大正2年法律第16号）第12条第1項第1号又は第2号に掲げる土地                                                                  | 83         |
| 水道用地   | 専ら給水の目的で敷設する水道の水源地、貯水池、ろ水場又は水道線路に要する土地                                                      | 82         |
| 用悪水路   | かんがい用又は悪水はいせつ用の水路                                                                                                | 84         |
| ため池     | 耕地かんがい用の用水貯留地 | 86         |
| 堤         | 防水のために築造した堤防 | 81         |
| 井溝       | 田畝又は村落の間にある通水路 | 85         |
| 保安林     | 森林法（昭和26年法律第249号）に基づき農林水産大臣が保安林として指定した土地                                                       | 72         |
| 公衆用道路 | 一般交通の用に供する道路（道路法（昭和27年法律第180号）による道路であるかどうかを問わない）                                       | 35         |
| 公園       | 公衆の遊楽のために供する土地 | 32         |
| 雑種地     | 以上のいずれにも該当しない土地 | 90         |

### 地目の変更
不動産登記法第37条に「地目又は地積について変更があったときは、表題部所有者又は所有権の登記名義人は、その変更があった日から一月以内に、当該地目又は地積に関する変更の登記を申請しなければならない」とされている（違反した場合は過料の規定がある）。
土地の状況が変更後の地目として（登記官に）認められるような利用状況になっていなければ地目変更が出来ない。また、実際には土地の用途が変わっていても届出が行われず、以前に登記されたままになっている場合がある。また、田、畑、放牧採草地、以外は、登記官の職権で登記できる。

### 農地の取り扱い
農地を農地以外の地目に変える場合は、農地法による制限が加わる。地目変更の面積により、農林水産大臣、地目変更しようとする土地を管轄する都道府県・市町村に設置されている農業委員会から農地転用の許可を得ることが必要となる（市街化区域の場合は農業委員会への届出が必要）。なお、農業振興地域の農用地区域では、農地転用が許可されない。なお農地を時効取得する場合は原始取得であるので、農地法の許可は不要である。農業振興地域であっても同じである。

## 課税地目
相続税・固定資産税等で課税評価する際の地目は不動産登記事務取扱手続準則に準じる。登記上の地目と現況が一致しない場合は、課税時期（相続税は相続により財産を取得した時、固定資産税は1月1日現在）の現況によって判定する（現況主義）。
固定資産税では固定資産評価基準（昭和38年12月25日自治省告示第158号）に、宅地、田、畑、山林、原野、牧場、池沼、鉱泉地、雑種地の９種類の地目ごとの評価基準が定められている。なお、駐車場（宅地を除く）、ゴルフ場、遊園地、運動場、鉄軌道などは雑種地とする。（学校用地、墓地、境内地、公衆用道路などは非課税）